# Eimersleben
Eimersleben is een plaats en voormalige gemeente in de Duitse deelstaat Saksen-Anhalt, en maakt deel uit van de Landkreis Börde.

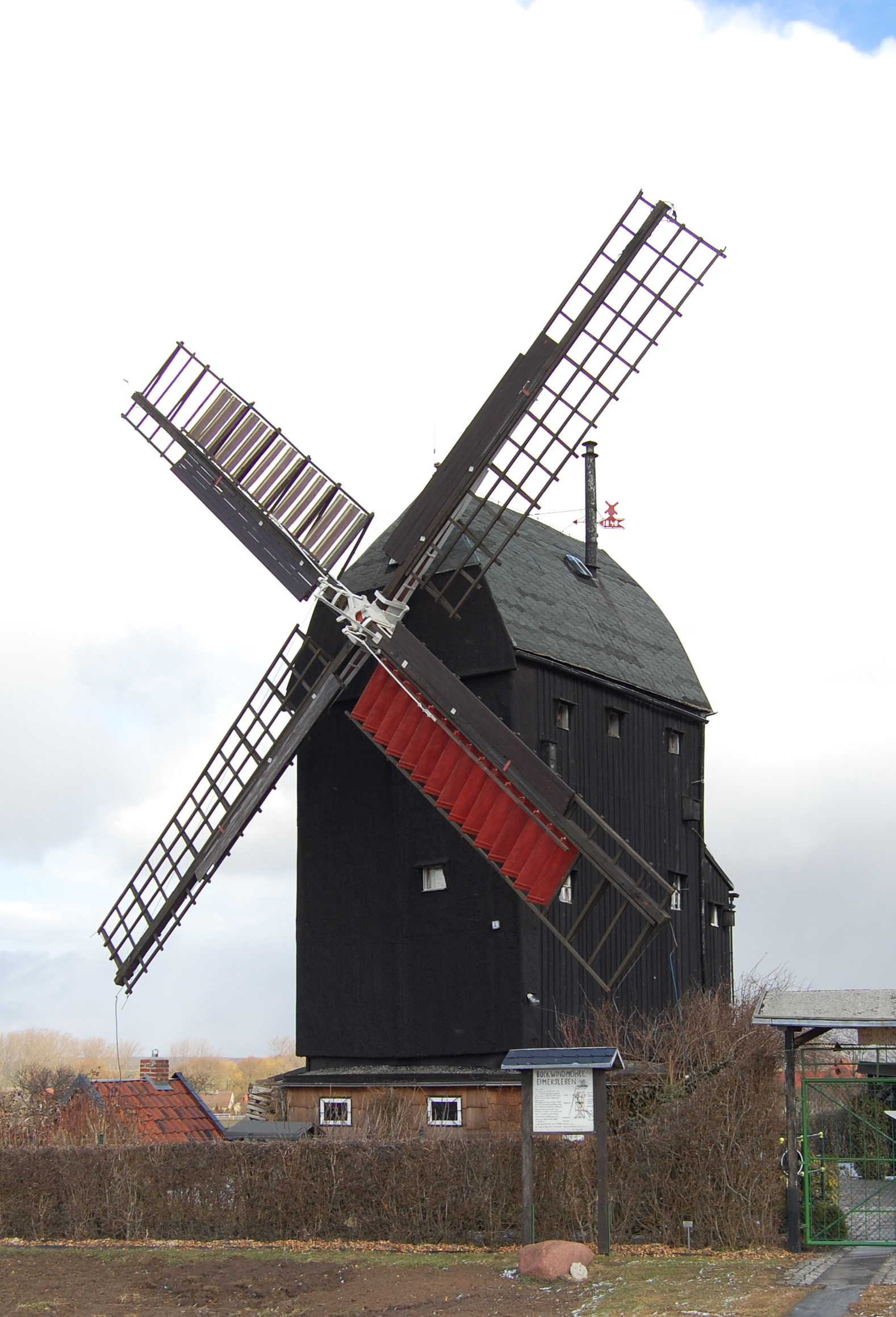
Molen an Eimersleben

Eimersleben telt 474 inwoners.